# جیرافیج
چارلی یین (به انگلیسی: Charlie Yin) با نام هنری جیرافیج (به انگلیسی: Giraffage) تهیه‌کنندهٔ موسیقی الکترونیک آمریکایی می‌باشد. وی اصالتاً تایوانی بوده و در سن خوزه، کالیفرنیا بزرگ و از دانشگاهٔ برکلی فارغ‌التحصیل با مدرک تحصیلی اقتصاد سیاسی فارغ‌التحصیل شده‌است.